# Ellen Buckingham Mathews

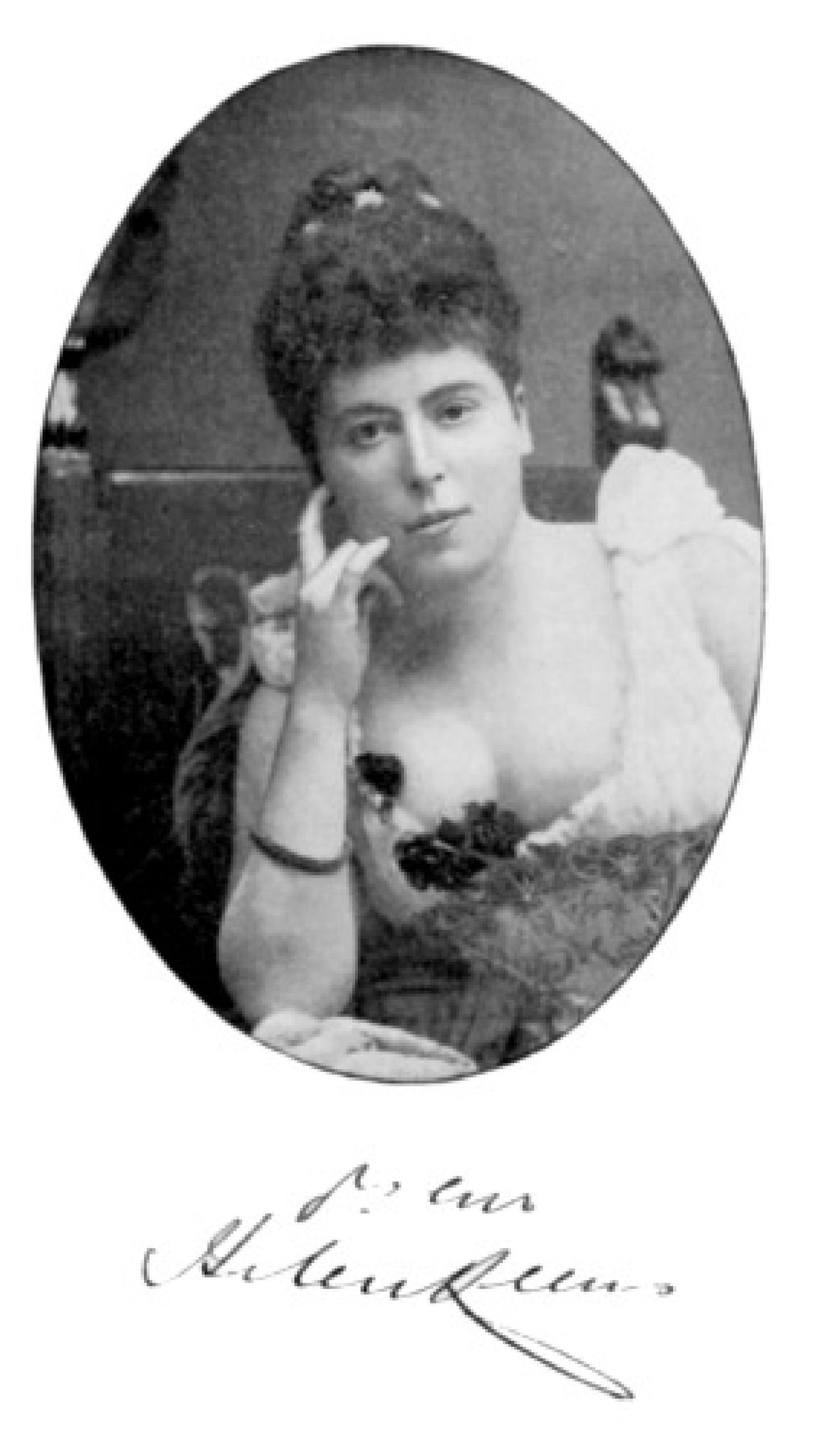
Ellen Buckingham Mathews (1893)

Ellen Buckingham Mathews (* 26. August 1853 in Misterton, Somerset; † 10. März 1920 in Middlesex) war eine englische Schriftstellerin. Sie veröffentlichte ihre Werke unter dem Pseudonym Helen Mathers.

## Leben
Mathews war die Tochter von Thomas Mathews und Marie Anne Buckingham. Sie hatte noch elf Geschwister und wurde während ihrer Kindheit krankheitsbedingt schwerhörig. Ihre Schulzeit erlebte sie meistenteils in einem Internat (boarding school) in Chantry, nahe bei Frome (Somerset). Durch ihre Krankheit machte sie die Bekanntschaft des Mediziners Dr. Henry Albert Reeves (1841–1914) und heiratete ihn 1877.
Das Ehepaar ließ sich noch im selben Jahr in Mayfair (London) nieder, nahe dem Grosvenor Square. Ihr gemeinsamer Sohn Philip Lindley kam im darauffolgenden Jahr zur Welt. Auf Grund ihrer Behinderung lebte Mathews sehr zurückgezogen und schrieb ihre Bücher.
Als ihr Sohn 1907 überraschend starb, widmete sich Mathews verstärkt dem Spiritismus. Nach dem Tod ihres Ehemannes gab sie ihren Wohnsitz in London auf und zog aufs Land.

## Rezeption
In ihrer ersten Erzählung „Comin’ thro’ the rye“ verarbeitete sie ihre Erlebnisse auf dem Internat. Dabei wurde der Ort Chantry zu Charteris und Reverend James Fussell (1813–1883), der Gründer der Schule zu Mr. Russell. In allen ihren Werken spürt man das Vorbild Rhoda Broughton, aus deren Schatten sich Mathews nie vollständig lösen konnte.
1892 startete der Journalist Joseph Snell Wood (1853–1892) den Versuch, unter dem Titel „The fate of Fenella“ einen Roman von 24 Autoren schreiben zu lassen und forderte auch Mathews dazu auf. Der Roman erschien in 24 Teilen 1891/1892 in der Zeitschrift The Gentlewoman.
1878 veröffentlichte Mathews ihren Roman „Land o’ the Leal“ wie üblich unter ihrem Pseudonym Helen Mathers. Als 1896 Annie S. Swan (1859–1943) ihren Roman „The Land o’ the Leal“ unter dem Pseudonym David Lyall veröffentlichte, kam es hin und wieder zu Verwechslungen mit einer falschen Zuordnung der Pseudonyme.

## Werke (Auswahl)
Erzählungen
- Jock O’Hazelgreen and other stories. London 1884.
- Found out. A story. Tauchnitz, Leipzig 1885 (englisch)
- Venus Victrix. London 1902.
- Dahlia and other stories. London 1903.
- The face in the mirror and other stories. London 1903.
- The new Lady Teazle and other stories. Tauchnitz, Leipzig 1904 (englisch)
- The pirouette and other stories. London 1905.
- Man is fire, woman is tow and other stories. London 1912.

Gedichte
- The token of the Silver Lily. London 1877.

Romane
- The land o’ the Leal. Tauchnitz, Leipzig 1878 (englisch)
- My Lady Greensleeves. Tauchnitz, Leipzig 1879 (2 Bände, englisch)
- Murder or manslaughter? Tauchnitz, Leipzig 1885 (englisch)
- THe fashion of the world. Tauchnitz, Leipzig 1886 (englisch)
- The fate of Fenella. London 1892 (zusammen mit 23 Schriftstellern)
- A man of today. London 1894.
- The lovely Malincourt. London 1895.
  - Deutsch: Das Bäschen vom Lande. Stuttgart 1897 (übersetzt von H. Koch).
- Bam wildfire. A character sketch. Tauchnitz, Leipzig 1898 (englisch)